# Jagdgeschwader 131 „Richthofen“
Das Jagdgeschwader 131 war ein Verband der Luftwaffe der Wehrmacht vor dem Zweiten Weltkrieg. Das Geschwader war nach Manfred von Richthofen benannt, einem Jagdflieger im Ersten Weltkrieg. Er erzielte als Jagdflieger die höchste Zahl an Luftsiegen und wurde weltweit zu einem der bekanntesten Jagdflieger, an den Filme, Bücher und andere Medien erinnern. Beinamen wie Roter Baron gehen auf seine adlige Abstammung und den roten Signalanstrich seiner Flugzeuge zurück. Aufgrund dieses Ehrennamens waren die Geschwaderangehörigen berechtigt am rechten Unterarm einen Ärmelstreifen mit der Aufschrift „Jagdeschwader Richthofen“ zu tragen.

## Geschichte
Der Geschwaderstab war der umbenannte Geschwaderstab des Jagdgeschwaders 132 der am 1. November 1938 in Döberitz seine neue Bezeichnung erhielt. Die I. Gruppe bildete sich am 15. März 1937 in Jesau. (Lage) Diese erhielt am 1. November 1938 die neue Bezeichnung I. Grupe des Jagdgeschwaders 130 und schied damit aus dem Geschwader aus. Zeitgleich wurde in Döberitz die I. Gruppe des Jagdgeschwaders 132 in die I. Gruppe des Jagdgeschwaders 131 umbenannt. Weitere Gruppen existierten nicht. Das Geschwader war anfangs mit der Heinkel He 50, der Arado Ar 65 und der Arado Ar 68, später mit der Messerschmitt Bf 109B/D ausgestattet.
Am 1. Mai 1939 trat das neue Benennungsschema der Luftwaffe in Kraft. Aufgrund dessen firmierte der Geschwaderstab und die I. Gruppe in den Geschwaderstab und die I. Gruppe des Jagdgeschwaders 2 um. Damit hatte das Geschwader aufgehört zu bestehen.

## Kommandeure

### Geschwaderkommodore
| Dienstgrad     | Name                        | Zeit                             |
| -------------- | --------------------------- | -------------------------------- |
| Oberstleutnant | Gerhard-Albrecht von Massow | 1. November 1938 bis 1. Mai 1939 |

### Gruppenkommandeur
I. Gruppe
- Hauptmann Bernhard Woldenga, 1. April 1937 bis 1. November 1938[6]
- Major Carl Vieck, 1. November 1938 bis 1. Mai 1939[7]

## Bekannte Geschwaderangehörige
- Henning Strümpell (1912–2003), war ein Brigadegeneral der Luftwaffe der Bundeswehr und Protagonist des Dokumentarfilms Unversöhnliche Erinnerungen der Regisseure Klaus Volkenborn, Johann Feindt und Karl Siebig